# Marquesat del Poal
El marquesat del Poal és un títol nobiliari català atorgat el 1706 per l'arxiduc Carles, rei Carles III a favor d'Antoni Desvalls i de Vergós.
El primer marquès del Poal, Antoni Desvalls i de Vergós, era fill d'Antoni Desvalls i de Castellbell i d'Agnès de Vergós i de Bellafilla. Durant el regnat de Carles II fou patge del privat de Joan Josep d'Àustria i més tard ingressà a l'exèrcit, on assolí el grau de capità, juntament amb el seu germà Manuel. Quan començà la Guerra de Successió es posà a favor de l'arxiduc Carles i aconseguí posar l'Urgell, la Segarra, el Segrià, la Ribagorça i la vall de Benasc sota l'obediència austriacista el 1705. Per la seva lleialtat, el 1706 obtingué el títol de vescomte, i poc temps després, el de marquès del Poal. S'encarregà de la defensa de Barcelona i va dirigir les campanyes de 1707 i 1710, i participà en la defensa de Cardona el 1711.
El titular actual, des del 1989, és Joan Manuel Desvalls i Maristany.

## Marquesos del Poal
|                                           | Titular                                | Període                                |
| Creat el 1706 pel rei Carles d'Àustria    | Creat el 1706 pel rei Carles d'Àustria | Creat el 1706 pel rei Carles d'Àustria |
| ----------------------------------------- | -------------------------------------- | -------------------------------------- |
| I                                         | Antoni Desvalls i de Vergós            | 1706 - 1724                            |
| II                                        | Francesc Desvalls i d'Alegre           | 1725 - 1774                            |
| III                                       | Manuel Desvalls i d'Alegre             | - 1760                                 |
| IV                                        | Joan Antoni Desvalls i d'Ardena        | 1790 - 1820                            |
| Rehabilitat el 1921 pel rei Alfons XIII   |                                        |                                        |
|                                           | Joan Baptista Desvalls i d'Amat        | 1921 -                                 |
| Rehabilitat el 1985 pel rei Joan Carles I |                                        |                                        |
|                                           | Lluís Desvalls i Trias                 | 1985 - 1987                            |
|                                           | Joan Manuel Desvalls i Maristany       | 1989 - actualitat                      |

## Història dels marquesos del Poal
- Antoni Desvalls i de Vergós (1666 - 1724), I marquès del Poal.

El van succeir els seus fills:
- Francesc Desvalls i d'Alegre (aprox. 1700 - 1774), II marquès del Poal.
- Manuel Desvalls i d'Alegre (aprox. 1710 - 1760), III marquès del Poal[3]

Els va succeir el fill de Francesc:
- Joan Antoni Desvalls i d'Ardena (1740 - 1820), VI marquès de Llupià i IV marquès del Poal.

1. Es va casar amb María Teresa de Ribas i d'Olzinellas, III marquesa d'Alfarràs

- Joan Baptista Desvalls i d'Amat (n. 1858), XI marquès de Llupià i VII marquès d'Alfarràs, marquès del Poal.

- Lluís Desvalls i Trias (†1987), XII marquès de Llupià, IX marquès d'Alfarràs i marquès del Poal.

1. Es va casar amb Margarida Maristany i Manén (1906 - ?).

En el Marquesat d'Alfarràs fou succeït, el 24 de novembre del 1988, pel seu fill primogènit, Lluís Desvalls i Maristany (1931 - 2014), X marquès d'Alfarràs, succeït, el 2015, a la seva mort, per la seva filla Maria Soledat Desvalls i Leonori.
En el Marquesat del Poal fou succeît, el 16 de gener del 1990, pel seu fill Joan Manuel Desvalls i Maristany, marquès del Poal.
En el Marquesat de Llupià fou succeït el 14 de novembre del 1989, pel seu fill:
- Joan Manuel Desvalls i Maristany (n. 1936), marquès del Poal.

Actual titular.